# نبرد گتیسبرگ
نبرد گِتیسْبِرگ(به انگلیسی: Battle of Gettysburg) نبردی بود که از یکم تا سوم ژوئیه ۱۸۶۳ در اطراف شهر گتیزبرگ، پنسیلوانیا میان نیروهای ارتش اتحادیه و نیروهای ارتش ایالات مؤتلفه و در جریان جنگ داخلی آمریکا اتفاق افتاد. این نبرد، خونین‌ترین نبرد جنگ داخلی آمریکا به‌شمار می‌آید و اغلب از آن به عنوان نقطه عطف جنگ یاد می‌شود.

## نگارخانه

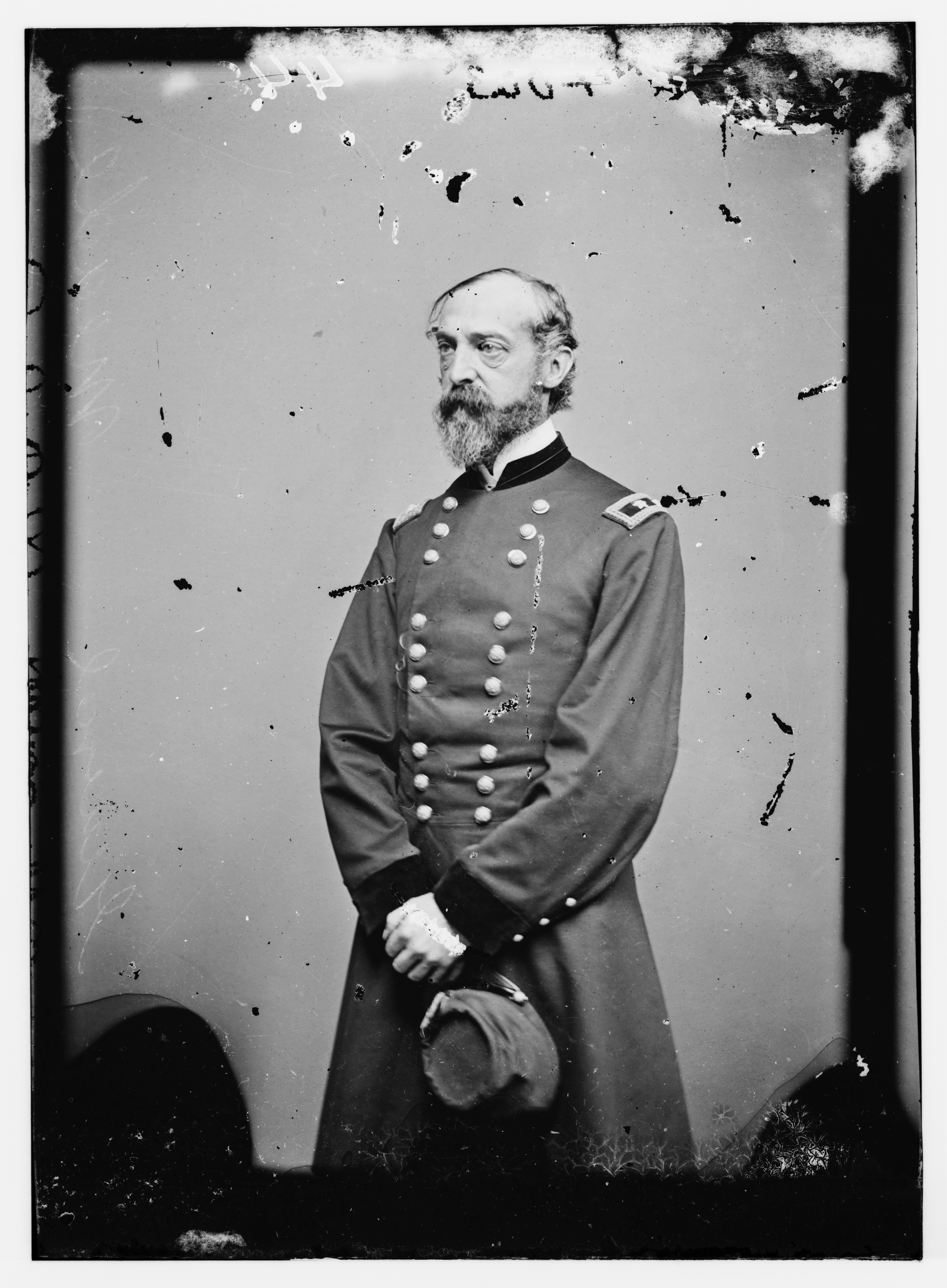
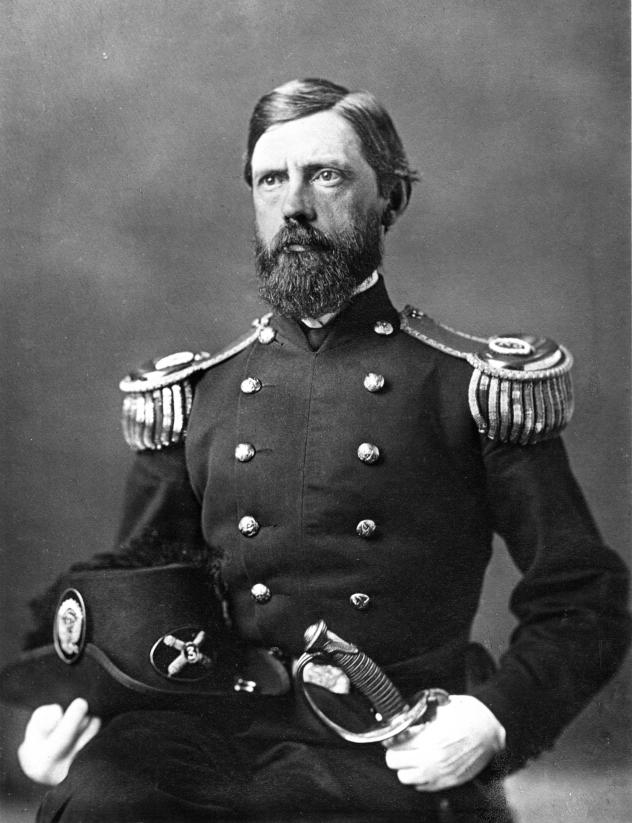
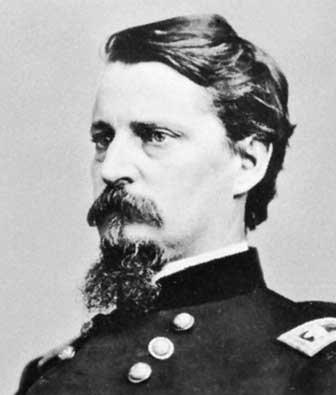
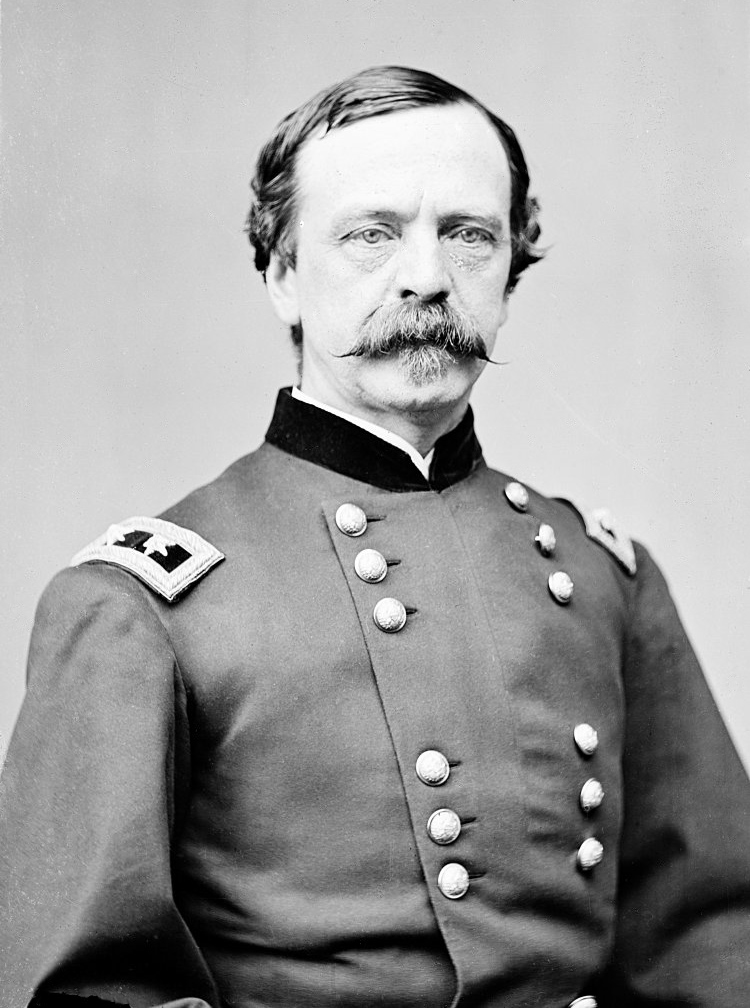
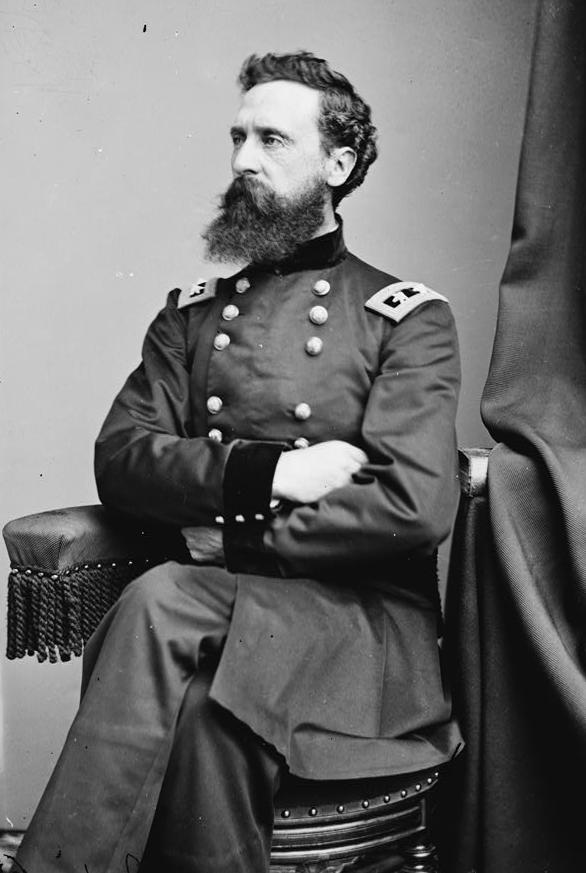
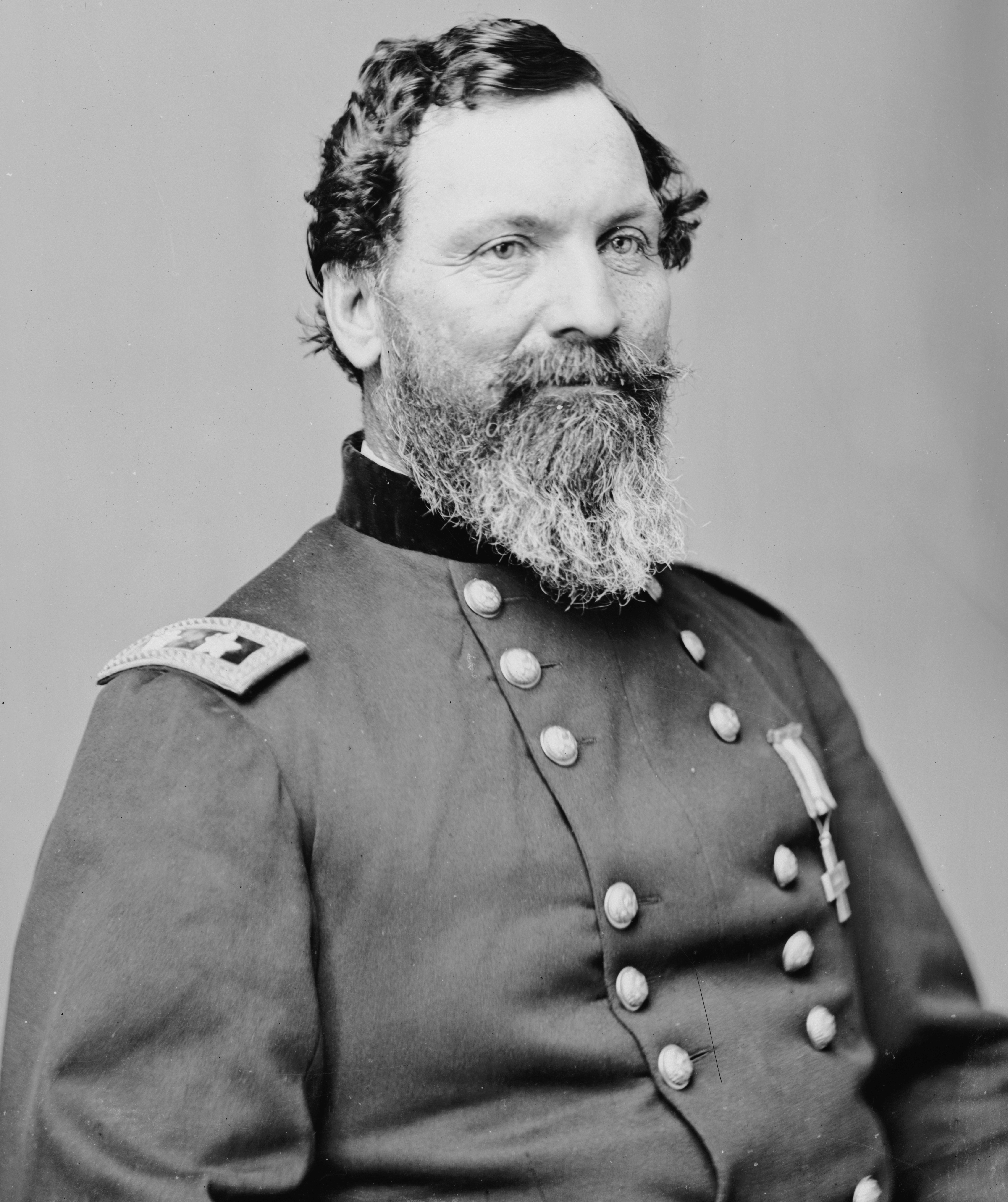
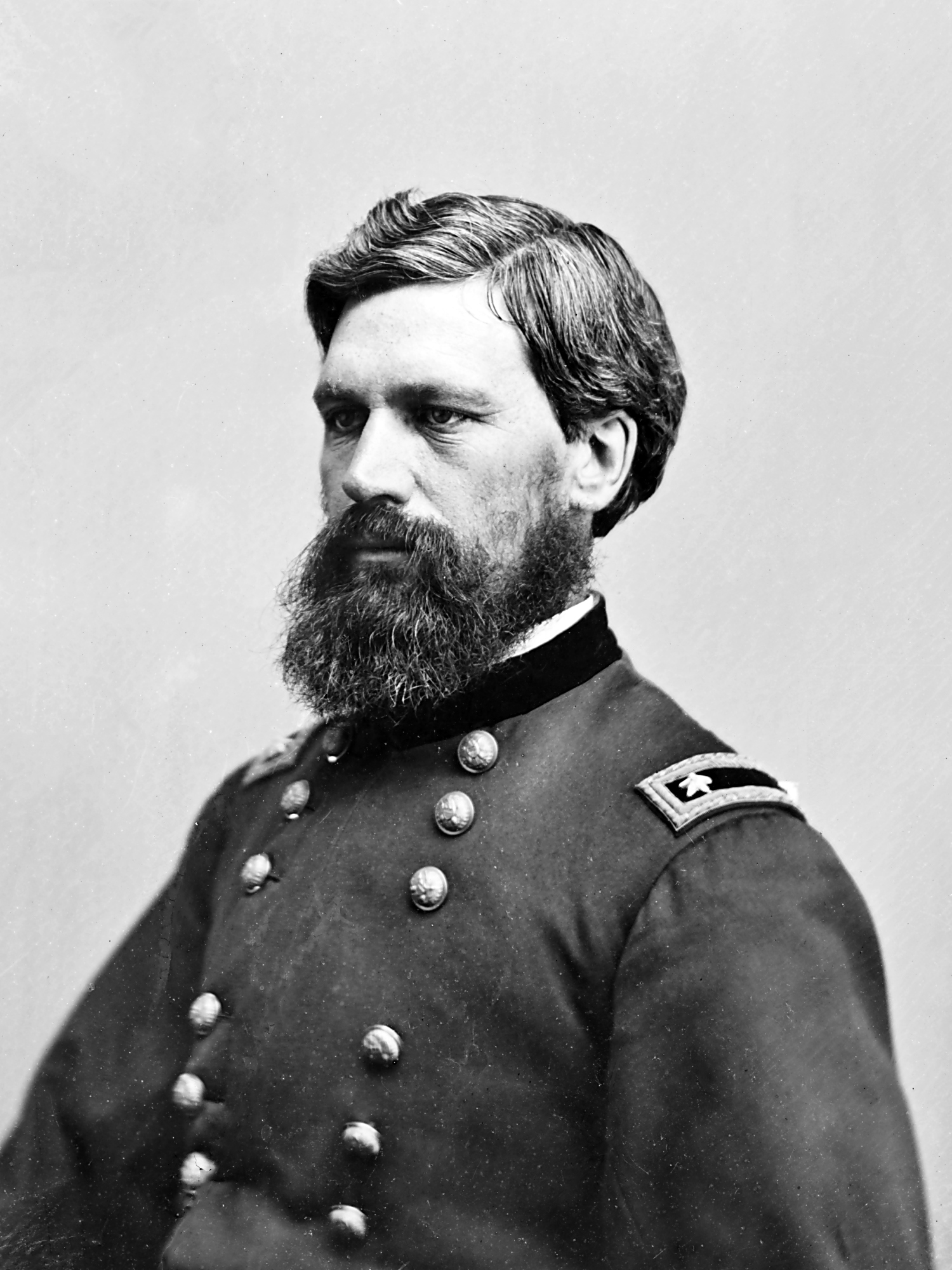
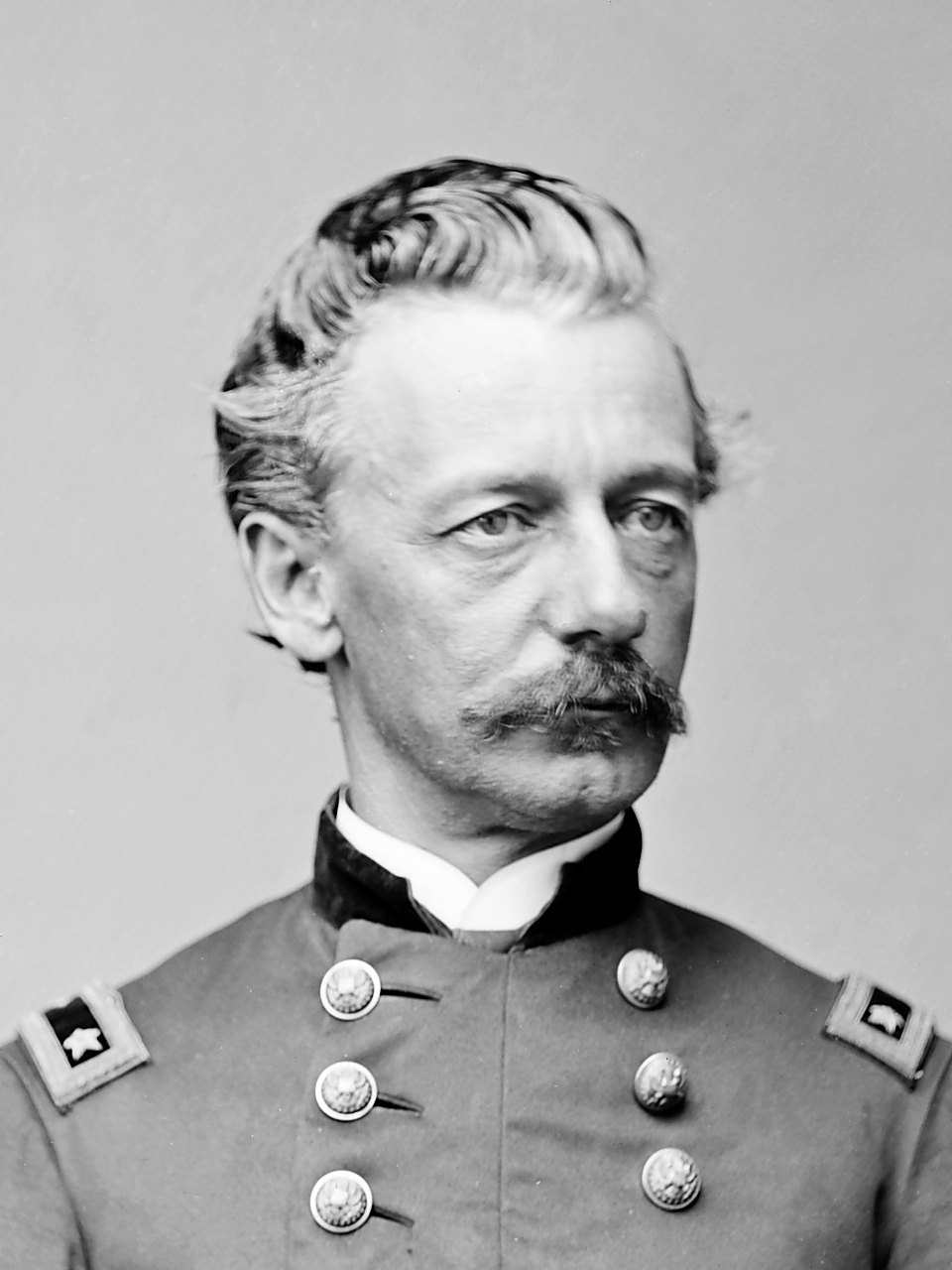
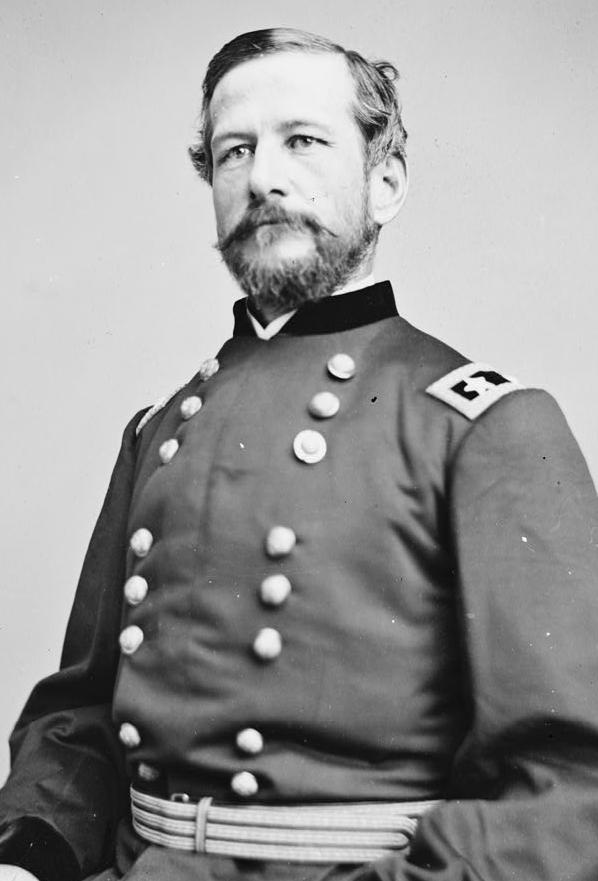